# لانیر
لانیر (به انگلیسی: Llanyre) یک منطقهٔ مسکونی در بریتانیا است که در پویس واقع شده‌است. لانیر ۱٬۱۴۱ نفر جمعیت دارد.